# Cerje Samoborsko
Cerje Samoborsko is een plaats in de gemeente Samobor in de Kroatische provincie Zagreb. De plaats telt 392 inwoners (2001).